# Cácota
Cácota è un comune della Colombia facente parte del dipartimento di Norte de Santander.
L'abitato venne fondato da Ortun Velasco nel 1760.